# دوري كرة القدم الغربي 1997–98
دوري كرة القدم الغربي 1997–98 (بالإنجليزية: 1997–98 Western Football League)‏ هو موسم من دوري كرة القدم الغربي ‏. فاز فيه Tiverton Town F.C. ‏.